# Брітсверд
Брітсверд (нід. Britswerd, фриз. Britswert) — село в нідерландській провінції Фрисландія. Входить до муніципалітету Південно-Західна Фрисландія.
Його площа становить 4,26км², а населення станом на 2021 рік складало 105 осіб.
Перша згадка про населений пункт датується кінцем 13-го сторіччя.

## Галерея

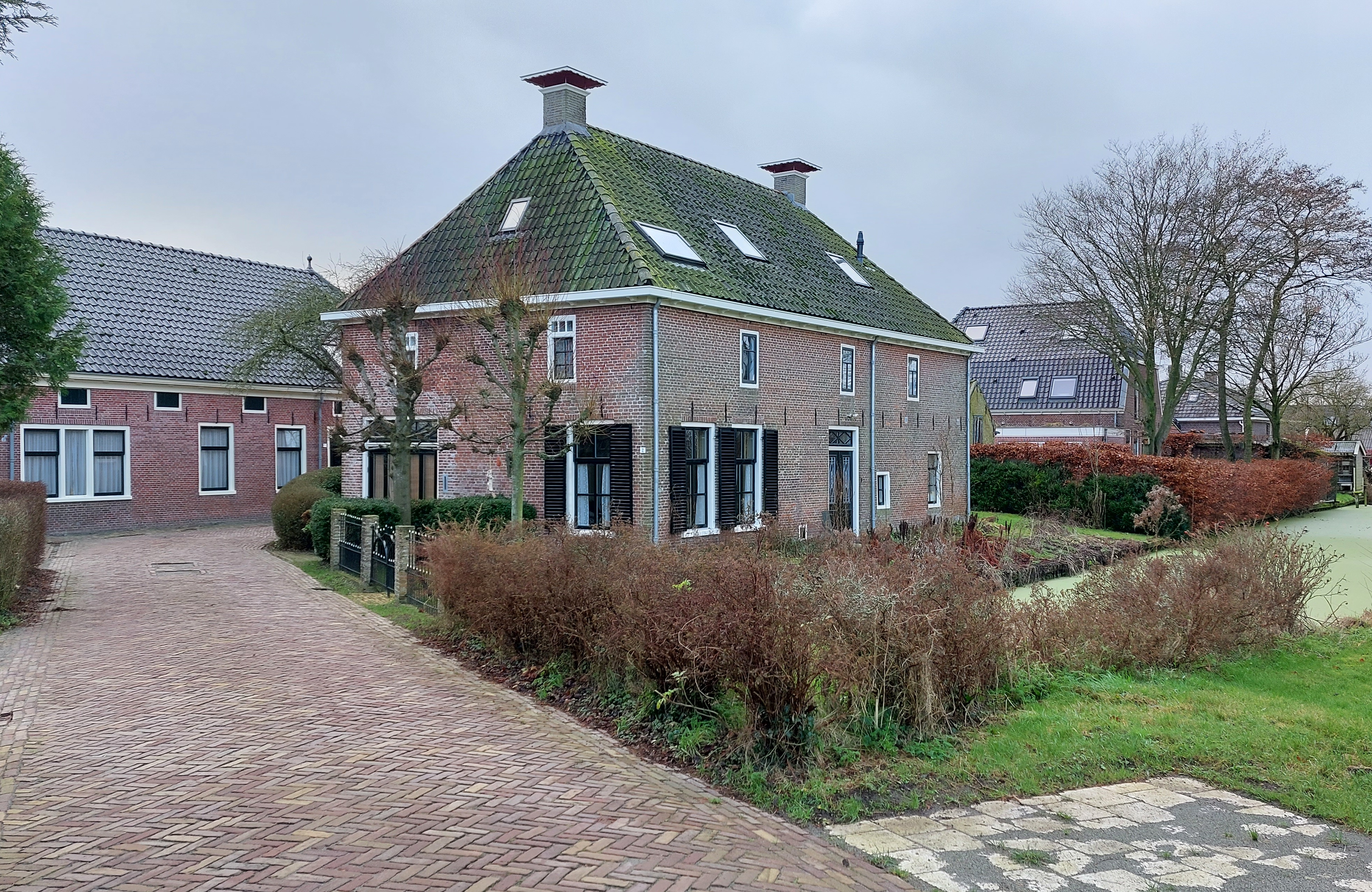
Забудова у Брітсверді
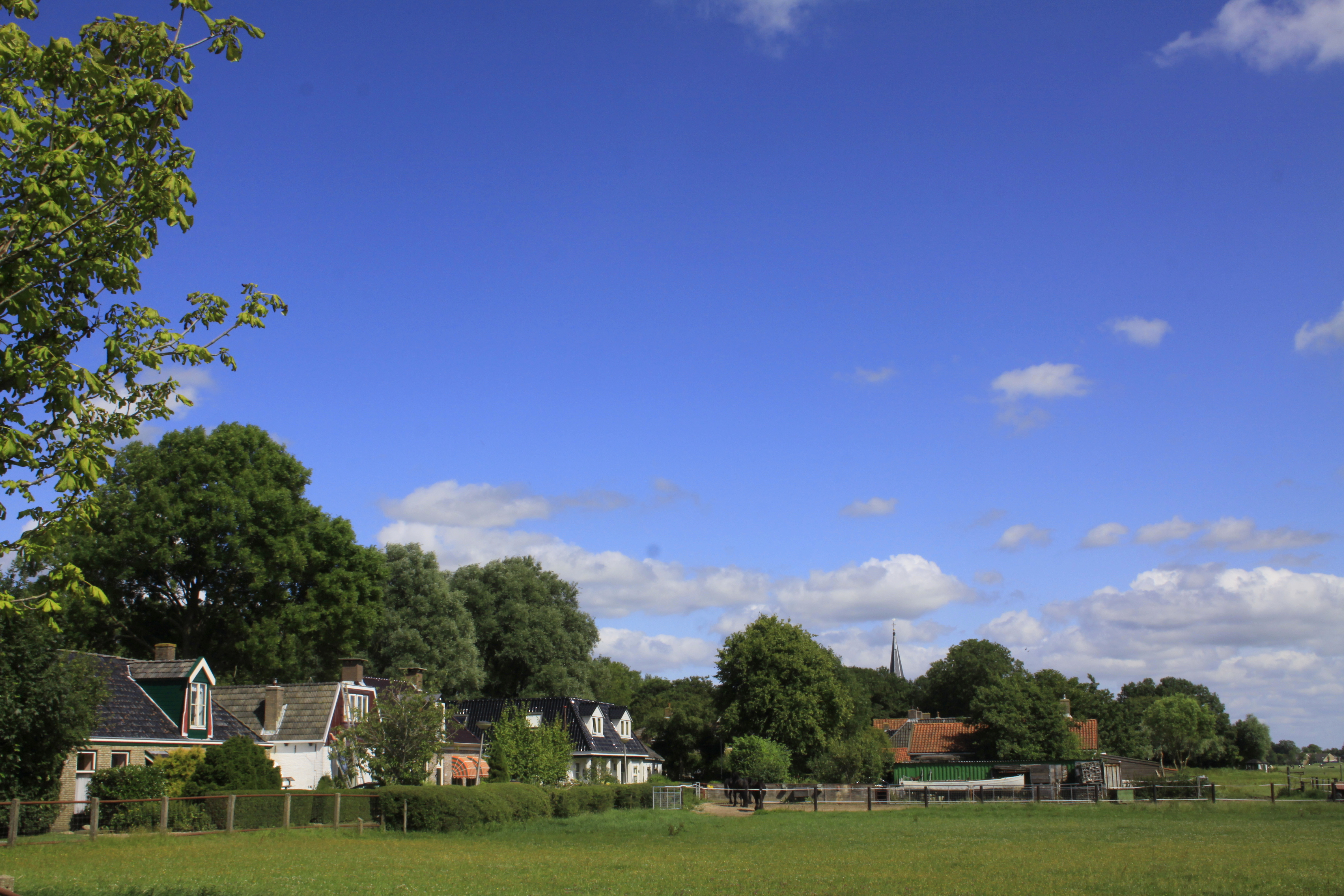
Панорама села